# 주가드

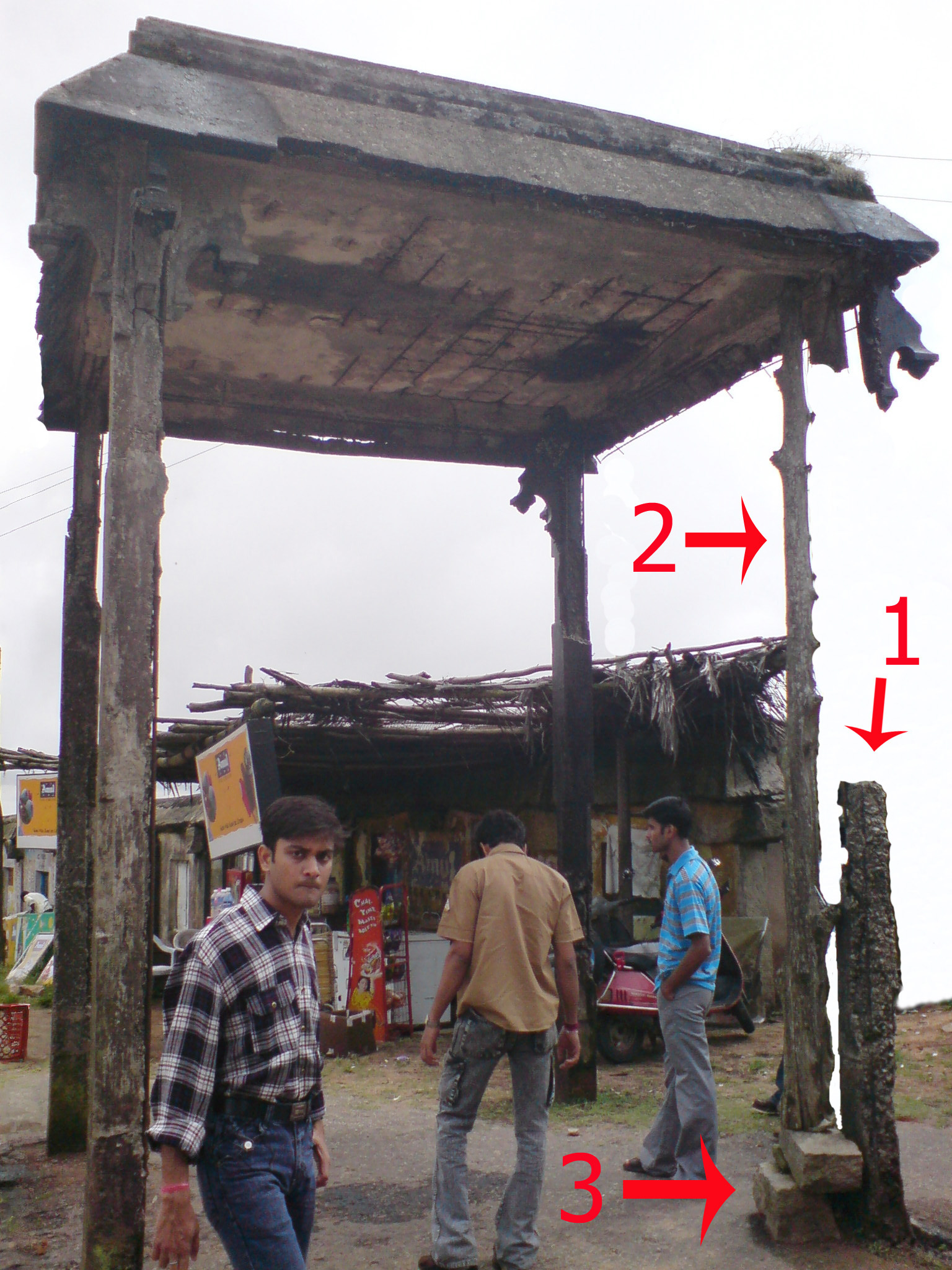
부서진 지지대를 대신하는 주가드 지지대

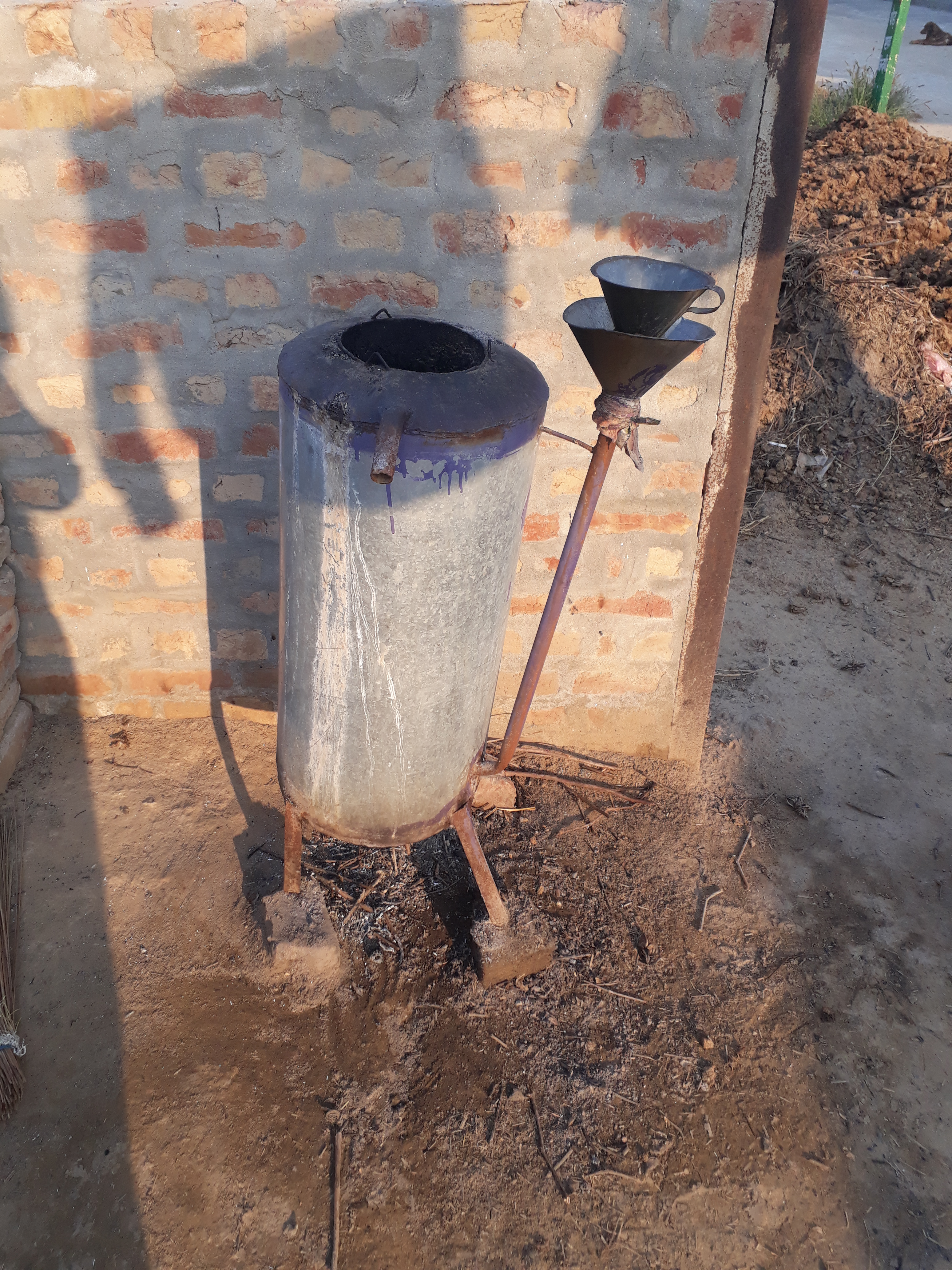
인도 및 파키스탄의 펀잡과 하리아나주에서 사용되는 주가드 온수기

주가드(Jugaad, जुगाड़)는 힌디어 단어로 관습에서 벗어난, 간단한 혁신을 일컫는다. 혁신적 해결책, 간단한 차선책, 융통성 있는 해결책 혹은 그러한 목적으로 사용될 수 있는 자원을 일컫는다. 또한 기존의 사물이 작동하게 하거나 풍부치 못한 자원으로 새로운 것을 창조하는 창의성을 뜻한다. 프랑스어 표현 브리콜라주와 엄밀하게 말하면 다른 개념이지만 비교될 수 있다.

## 같이 보기
- 인도의 교통
- 파키스탄의 교통
- 방글라데시의 교통